# Démographie du Kosovo
 (avril 2024).
La mise en forme du texte ne suit pas les recommandations de Wikipédia : il faut le « wikifier ».
Les points d'amélioration suivants sont les cas les plus fréquents. Le détail des points à revoir est peut-être précisé sur la page de discussion.
- Les titres sont pré-formatés par le logiciel. Ils ne sont ni en capitales, ni en gras.
- Le texte ne doit pas être écrit en capitales (les noms de famille non plus), ni en gras, ni en italique, ni en « petit »…
- Le gras n'est utilisé que pour surligner le titre de l'article dans l'introduction, une seule fois.
- L'italique est rarement utilisé : mots en langue étrangère, titres d'œuvres, noms de bateaux, etc.
- Les citations ne sont pas en italique mais en corps de texte normal. Elles sont entourées par des guillemets français : « et ».
- Les listes à puces sont à éviter, des paragraphes rédigés étant largement préférés. Les tableaux sont à réserver à la présentation de données structurées (résultats, etc.).
- Les appels de note de bas de page (petits chiffres en exposant, introduits par l'outil «  Source ») sont à placer entre la fin de phrase et le point final[comme ça].
- Les liens internes (vers d'autres articles de Wikipédia) sont à choisir avec parcimonie. Créez des liens vers des articles approfondissant le sujet. Les termes génériques sans rapport avec le sujet sont à éviter, ainsi que les répétitions de liens vers un même terme.
- Les liens externes sont à placer uniquement dans une section « Liens externes », à la fin de l'article. Ces liens sont à choisir avec parcimonie suivant les règles définies. Si un lien sert de source à l'article, son insertion dans le texte est à faire par les notes de bas de page.
- La présentation des références doit suivre les conventions bibliographiques. Il est recommandé d'utiliser les modèles {{Ouvrage}}, {{Chapitre}}, {{Article}}, {{Lien web}} et/ou {{Bibliographie}}. Le mode d'édition visuel peut mettre en forme automatiquement les références.
- Insérer une infobox (cadre d'informations à droite) n'est pas obligatoire pour parachever la mise en page.

Pour une aide détaillée, merci de consulter Aide:Wikification.
Si vous pensez que ces points ont été résolus, vous pouvez retirer ce bandeau et améliorer la mise en forme d'un autre article.
 (avril 2024).
 (février 2025).
Si vous disposez d'ouvrages ou d'articles de référence ou si vous connaissez des sites web de qualité traitant du thème abordé ici, merci de compléter l'article en donnant les références utiles à sa vérifiabilité et en les liant à la section « Notes et références ».
La démographie du Kosovo est l'ensemble des données et études concernant la population du Kosovo, à toutes les époques. Ces données sont notamment calculées par l'Agence des statistiques du Kosovo (ASK, en serbe : Agencija za statistiku Kosova ; en albanais : Agjencia e Statistikave të Kosovës), qui rapporte une population de 1 602 515 habitants en 2024.
Les caractéristiques démographiques de la population comprennent des facteurs divers tels que la densité de population, l'ethnicité, le niveau d'éducation, la santé de la population, le statut économique, les appartenances religieuses et plus encore.
Selon le recensement de 2024, le Kosovo a perdu plus de 10 % de sa population depuis le dernier recensement de 2011 (1 739 825), dans un contexte de boycott par les Serbes,.
Les Albanais forment le groupe ethnique dominant (92 %), avec d'importantes minorités serbes et autres.

## Population
En 2019, la population du Kosovo est estimée à 1 920 079 d'après l'Agence des statistiques du Kosovo (ASK).
Le Kosovo a actuellement la population la plus jeune d'Europe avec un taux de fécondité estimé à 2,2 enfants par femme.

### Les groupes ethniques
En 2000, le Living Standard Measurement Survey de l'Office statistique du Kosovo estimait une composition ethnique de la population comme suit : 87 % d'Albanais, 9 % de Serbes, et 4 % d'autres minorités ethniques.
Une estimation plus récente d'octobre 2002 donne, pour les 1,9 million d'habitants de cette période : 87 % d'Albanais, 7 % de Serbes, 3 % de musulmans (Bosniaques et Goranis), 2 % de Roms, Ashkalis et Égyptiens, ainsi que 2 % de Turcs
Pendant la guerre du Kosovo en 1999, plus de 700 000 Albanais, et environ 100 000 Serbes ont été chassés de la province vers l'Albanie voisine, la Macédoine, le Monténégro, la Bosnie et la Serbie. L'Organisation des Nations unies a pris en charge l'administration du Kosovo après la guerre et la grande majorité des réfugiés albanais a été renvoyée. Les plus grandes communautés de la diaspora des Albanais du Kosovo se trouvent en Allemagne et en Suisse et représentent environ 200 000 personnes chacune, soit 20 % de la population résidant au Kosovo.
Beaucoup de non Albanais – principalement les Serbes et les Roms – ont fui ou ont été expulsés, principalement vers le reste de la Serbie à la fin de la guerre, avec des exodes massifs survenant à la suite de violences ethniques sporadiques. Le nombre de réfugiés enregistrés se situe autour de 250 000,,. La population non albanaise du Kosovo équivaut actuellement à la moitié de ce qu'elle était avant la guerre. La plus grande concentration des Serbes dans la province se trouve dans le Nord, mais beaucoup restent dans les enclaves serbes du Kosovo entourées de régions peuplées d'Albanais.

### Religions

#### Islam

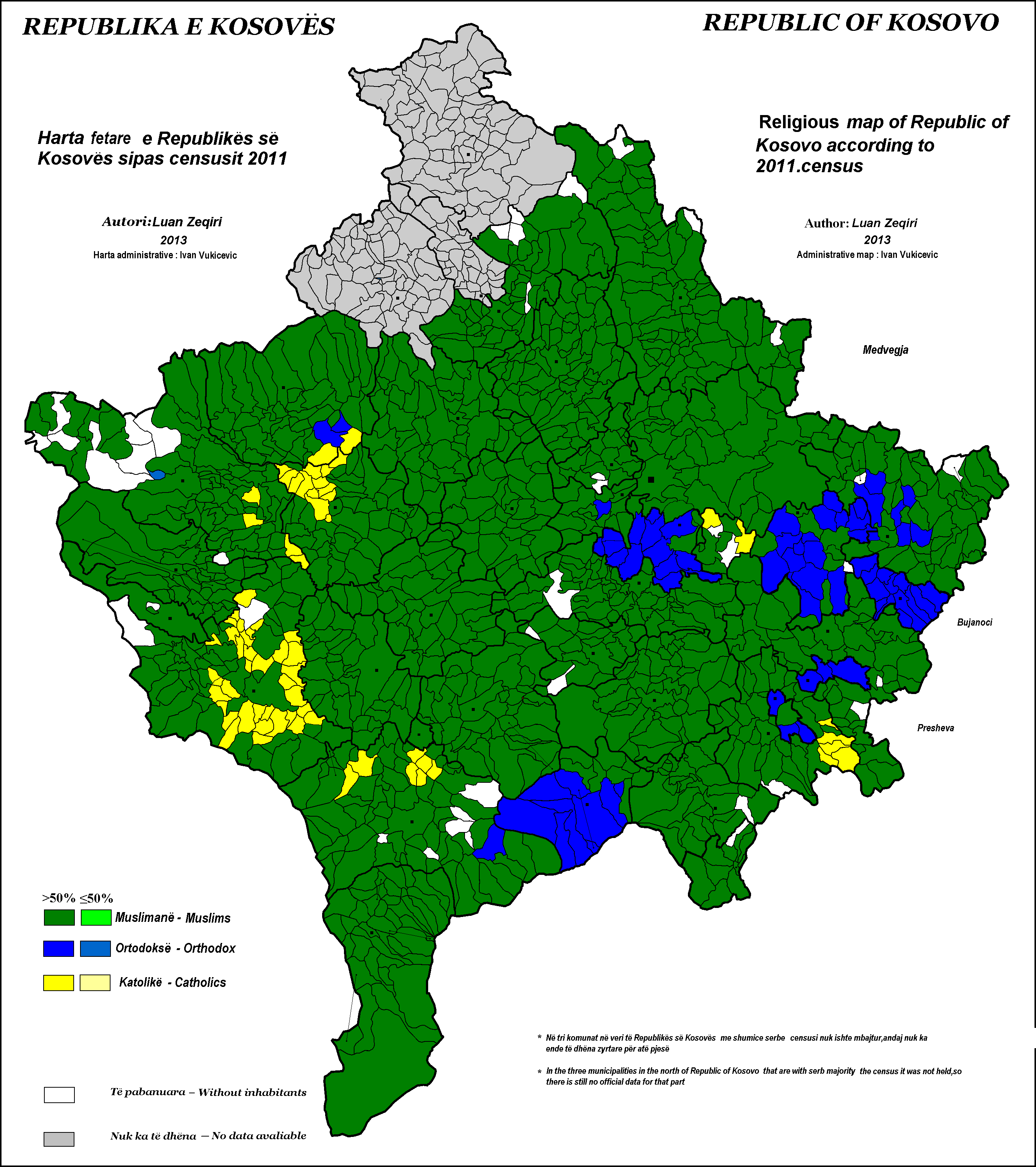
Les religions au Kosovo.

L'islam (pour la plupart sunnites, et soufis de petite taille) est la religion dominante, professée par la majorité de la population (90 %, 1 800 000 personnes), aussi bien la majorité albanaise que celle des Bosniaques, Gorans et les communautés turques, et quelques-uns des Roms / Ashkalis / communauté égyptienne.

#### Christianisme
La population serbe, estimée à entre 100 000 et 150 000 personnes, est en grande partie orthodoxe serbe.
Les communautés d'Albanais catholiques sont surtout concentrées à Prizren, Klina, Djakovica, Peć, Pristina et Vitina. Elle s’élève a 50 000 personnes environ.
D’après l'évêque kosovar Shan Zefi, vicaire général de Prizren, sous l'Empire ottoman, de nombreux chrétiens se convertissent à l'islam pour échapper à l’état de dhimmi. Ils changent leurs noms et participent aux islamiques, mais dans la clandestinité restent fidèles à la religion catholique. Ils sont connus sous le nom de « Laramans », ce qui en albanais signifie « pittoresque »[pourquoi ?]. Dans le même temps, de nombreux monastères et églises sont transformés en mosquées.

## Histoire
Des découvertes archéologiques montrent que les tombes de l'âge du Bronze et du Fer se trouvent seulement dans Dukagjini, pas au Kosovo proprement dit.
Après la conquête romaine de l'Illyrie à 168 av. J.-C., Ulpiana est fondée par les Romains et des légionnaires romains s'y sont installés. La région était déjà habitée par des Illyriens, des Celtes, et des Thraces,. Rome a colonisé et a fondé plusieurs villes dans la région.
Au début du VIIe siècle, les Serbes s'installent dans les Balkans (Kosovo compris). Au XIIe siècle, selon l'impératrice byzantine Anne Ange, les Serbes étaient les principaux habitants du Kosovo (Dalmatie orientale et ancienne Mésie supérieure). Des découvertes archéologiques à partir du VIIe siècle montrent une prédominance serbe (slave) culturelle dans le cas de lettres glagolitique, la poterie, des cimetières, des églises et des monastères.

### XeetXIIesiècles
En 1072, une rébellion infructueuse menée par le propriétaire local bulgare Georgi Voiteh s'est levée dans la région et en 1072, à Prizren, il a été couronné "Tsar de Bulgarie". À la fin du XIe siècle, les domaines byzantins des Balkans deviennent le théâtre d'hostilités féroces. À la fin du 12e siècle, Byzance est toujours officiellement le souverain. La désintégration de Byzance est complète lorsqu'en 1204, la quatrième croisade s'empare de Constantinople.

### XIVesiècleetXVesiècle
1330
La Charte Dečani à partir de 1330 par Stefan Uroš III Dečanski contenait une liste détaillée des ménages et des villages à charte au Metohija et nord-ouest de l'Albanie. 67 villages comportant 2 432 ménages ont été enregistrés dont :
- 64 villages considérés comme serbes et trois villages où les noms serbes sont minoritaires (noms principalement albanais et valaques)

A cette époque plus de 90 % des habitants de la région de l'abbaye de Dečani sont alors Serbes.
Les Ottomans n'ont jamais procédé à des recensements de la population et à des déductions fiscales sur base des nationalités mais seulement en fonction des croyances religieuses. Par conséquent, une source valide est nécessaire pour la vérification.
Cependant, cette interprétation des ressortissants vivant sur place est vague et peu fiable pour déterminer réellement les Serbes, Albanais, Bulgares, Grecs, Juifs et Croates qui vivaient au Kosovo en 1455 pour la raison que les Ottomans n'ont jamais effectué de recensements de population basés sur la nationalité ou la langue. Les registres fiscaux cadastraux ottomans ne mentionnent que la religion des habitants du Kosovo et non les nationalités
La composition ethnique de la population du Kosovo pendant cette période, des Serbes, Albanais, Valaques et avec un nombre symbolique de Grecs, Arméniens, de Saxons et de Bulgares, les Serbes en fonction de chartes monastiques ou chrysobulls (Hristovulja).
1455
1455: Recensement de la taxe foncière turque (defter) de la dynastie des terres Brankovic (couvrant 80 % de l'actuel Kosovo) a enregistré 480 villages, 13 693 hommes adultes, 12 985 foyers, 14 087 chefs de ménage (480 veuves et 13 607 adultes de sexe masculin). Au total, il y avait environ 75 000 habitants répartis en 590 villages dans cette portion du Kosovo : 
- 13 000 logements orthodoxes présents dans tous les 480 villages et les villes
- 75 logements valaque dans 34 villages
- 46 logements albanais dans 23 villages
- 17 logements bulgare dans 10 villages
- cinq logements grecs dans Lausa, Vučitrn
- un logement juifs dans Vučitrn
- un logement croate

1487
1487 : Un recensement de la Chambre des Branković
- District Vučitrn:
  - 16 729 ménages chrétiens (412 à Pristina et Vucitrn)
  - 117 ménages musulmans (94 à Pristina et 83 dans les zones rurales)

- Ipek (Pec) Région:
  - Ville de Ipek
  - 121 foyers chrétiens
  - 33 foyers musulmans

- Suho Grlo Metohija:
  - 131 ménages chrétiens dont 52 % en Suho Grlo étaient des Serbes
  - Donja Klina - Serbes 50 %
  - Dečani - Serbes 64 %
  - En zones rurales:
    - 6 124 maisons chrétiennes (99 %)
    - 55 maisons musulmanes (1 %)

### XVIesiècle
1582
1582 : recensement ottoman defter (Tahrir defterleri)
- Peć nahiya :
  - 235 villages dont 30 sont des familles albanaises, outre les majoritaires serbes orthodoxes.
  - Ville de Peć - 18 mahalas; 3 libres, 13 musulmans (nouvellement islamisés), 5 serbes (dont deux maisons albanaises)
  - Village Osek - Majorité musulmane (islamisées) et quelques albanais chrétiens.
  - Village Selojani - Majorité musulmane, minorité chrétienne albanais et serbes dans la population.
  - Village Mramor - 22 maisons, à majorité albanaise.
  - Village Belovci - 50 maisons orthodoxes.
  - Village Granica - 65 maisons orthodoxes.
  - Village Belo Polje - 2 mahalas serbe, 3 prêtres.
  - Village Bukovica - Majorité serbe, 2 convertis à l'islam.
  - Village Lipovac - Albanais islamisés.
  - Village Trakakin - Albanais islamisés en majorité.
  - Village Baba - Serbe, avec 1 converti à l'islam.
  - Vides Village - Serbe.
  - Village Veliki Djurdjevik - 64 maisons serbes. Deux familles de Prizren et Vucitrn.
  - 17 villages serbes: 1 maison albanaise.
  - Village Suho Grlo - 3 mahalas serbe. 1 serbe islamisé.
  - 3 villages serbes
  - 17 villages serbes: Trois maisons musulmanes, 8 prêtres.
  - Village Zlokućani - Serbe en majorité, avec 5 foyers musulmans.
  - Village Kavlica - Serbe en majorité, avec 8 foyer musulmans.
  - Village Střelice - 70 foyers serbes, avec quelques foyers islamisés.
  - 8 villages serbes
  - Village Rusance - Albanais en majorité, 3 Musulmans.
  - Village Muževine - Serbe, avec 1 prêtre.
  - Village Srednja Crnja - 8 foyers albanais musulmans.
  - 34 villages serbes: Total deux maisons albanaises dans les 2 villages.
  - Njivokos Village - Majorité orthodoxes. Notable islamisation.
  - Village Vrela Manastir - Serbe.
  - 13 villages serbes: 1 foyer islamisé.
  - Village Gusnica - 20 maisons albanaises islamisées.
  - 15 villages serbes: l'islamisation s'est produite dans 3 villages.
  - Village Vinodol - Serbe, 8 maisons de soldat bosniaque du Sandjak.
  - Village (?) - Albanais Serbes et Musulmans.
  - 20 villages serbes: l'occurrence d'islamisation.
  - 2 villages albanais: Islamisés.
  - 39 villages serbes: 9 monastères (l'un est Dečani). 1 homme albanais.
  - Village Brestovac - 10 maisons albanaises.
  - Village Belica - 35 maisons musulmanes.
  - 56 villages: 42 villages serbes et 14 à majorité serbe et musulmane minoritaire.
  - Village Novosel - Musulmans et Albanais.
  - Village Labranima - Serbe en majorité, 2 foyers musulmans.
  - Village Dubak - 10 maisons albanaises et neuf maisons musulmanes.
  - Village Dobroševo - 28 foyers albanais, majoritaires, 3 musulmans maisons.
  - Village Šankovac - Serbe en majorité, 3 foyers musulmans.
  - Village Dobrič-Dol - Majorité musulmane.
  - Village Gornji Petric - majorité serbe. ~ 50 maisons serbes, trois maisons musulmanes.
  - Vranić Village - musulmane et albanaise.
  - Village Crni Potok - 25 maisons musulmanes.
  - Village Arženik - serbe. Peu de musulmans maisons.
  - Village Prelopci - Serbes, Albanais et musulmans.
  - Village Rugovo - 86 maisons serbes.

- Li-Altun nahiya:
  - 41 villages - à majorité serbe, la minorité albanaise

1591
Defter ottoman de 1591 :
- Prizren - majorité serbe, la minorité albanaise importante
- Gora - serbe.
- Opolje - Albanais musulmans.

### XVIIeetXVIIIesiècles
La grande guerre turque de 1683-1699, entre les Ottomans et les Habsbourg ont provoqué la fuite d'une partie importante de la population serbe de la Voïvodine, et les forces autrichiennes ont tenu la frontière militaire - environ 60 000 à 70 000 réfugiés serbes au total se sont installés dans la monarchie des Habsbourg à ce moment, dont beaucoup étaient originaires du Kosovo.

### XIXesiècle
Les données du XIXe siècle sur la population du Kosovo ont tendance à être plutôt contradictoires, ce qui donne parfois une supériorité numérique parfois aux Serbes et parfois aux Albanais. Les statistiques ottomanes sont considérées comme peu fiables, comme l'empire comptait ses citoyens par la religion plutôt que la nationalité, en utilisant les dossiers de naissance plutôt que des enquêtes auprès des individus.
Une étude réalisée en 1838 par un médecin autrichien, le docteur Joseph Müller-Metohija tranche pour une majorité slaves (serbe). Müller donne les données des trois districts (Bezirke) de Prizren, Peja et Gjakova dont à peu près couverts Dukagjini, la partie adjacente à l'Albanie et les plus touchées par les colons albanais. Répartition des 195 000 habitants en Dukagjini que Müller a trouvé :
- 114 000 musulmans (58 %):
  - C. 38 000 Serbes (19 %)
  - C. 86 000 sont des Albanais (39 %)
- Les chrétiens:
  - 73 572 Serbes orthodoxes de l'Est (38 %)
  - 5 120 Albanais catholiques (3 %)
- 2 308 autres non-musulmans

Observations de Müller sur les villes:
- Pec : 11 050 Serbes, 500 Albanais
- Prizren : 16 800 Serbes, 6 150 Albanais
- Đakovica : majorité Serbe, des villages environnants serbe

Une carte publiée par G. Lejean ethnographe français en 1861 montre que les Albanais vivaient sur près de 57 % du territoire de la province d'aujourd'hui tout sur un plan similaire, publiée par les voyageurs britanniques GM Mackenzie et AP Irby en 1867 montre un peu moins; Ces cartes ne montrent pas seulement que le peuple était plus globale. Néanmoins, les cartes ne peuvent pas être utilisées pour mesurer la densité de la population qu'ils laissent de côté.
Une étude réalisée en 1871 par le colonel autrichien Peter Kukulj de l'armée austro-hongroise a montré que le mutesarifluk de Prizren (correspondant largement à l'actuel Kosovo) avaient quelque 500 000 habitants, dont :
- 318 000 Serbes (64 %),
- 161 000 Albanais (32 %),
- 10 000 Roms (Tsiganes) et les Circassiens
- 2 000 Turcs

L'auteur serbe Miloš S. Milojević, critiqué en raison de ses prétendues aspirations au serbifying, a parcouru la région en 1871-1877 et collecté des témoignages qui affirment que les Serbes étaient majoritaires, et ont été prédominant dans toutes les villes tandis que les Albanais étaient minoritaires et auraient vécu principalement dans des villages. D'après ses données, les Albanais étaient majoritaires dans le sud de Drenica (Albanais musulmans), et dans la région autour de Djakovica (Albanais catholiques), tandis que les villes étaient majoritairement serbes. Il a également enregistré plusieurs colonies de Turcs, les Roms et les Circassiens.
On estime que près de 400 000 Serbes ont été nettoyés de la wilaya du Kosovo entre 1876 et 1912, surtout pendant la guerre gréco-ottomane en 1897.
Des cartes publiées par l'historien allemand Kiepert en 1876, J. Hahn et le consul autrichien K. Sax, montrent que les Albanais vivent sur la plupart du territoire de la province d'aujourd'hui, cependant ils ne montrent pas si la population est plus grande. Selon ces estimations, les régions de Kosovska Mitrovica et au Kosovo Polje ont été réglées principalement par des Serbes, alors que la plupart des territoires des parties occidentales et orientales de la province d'aujourd'hui ont été réglés par des Albanais musulmans.
Une statistique autrichienne, publié en 1899 a estimé:
- 182 650 Albanais (47,88 %)
- 166 700 Serbes (43,7 %)

À la fin du XIXe siècle, Spiridon Gopchevich, un voyageur autrichien - a effectué des statistiques et les a publiés à Vienne. Elles ont établi que Prizren de 60 000 citoyens de whome 11 000 étaient des Serbes chrétiens et 36 000 Serbes musulmans. Le reste de la population étaient des Turcs, des Albanais, Tzintzars et des Roms. Pour Pec il a dit qu'il avait 2 530 ménages dont 1 600 étaient musulmans, 700 chrétiens serbes, 200 catholiques albanais et 10 turques.
Remarque: certains des musulmans Serbes mentionnés par les voyageurs ont ensuite été assimilés à la population albanaise du Kosovo tandis que leurs descendants d'aujourd'hui pour la plupart se déclarent musulmans, par nationalité, les Bosniaques ou des Gorani.

### XXesiècle
Le journaliste britannique H. Brailsford estimait en 1906 que les deux tiers de la population du Kosovo était albanaise et un tiers serbe. Les districts les plus peuplés de l'Ouest de Đakovica et Peć représenteraient entre 20 000 et 25 000 ménages albanais, contre quelque 5 000 ménages serbe. Une carte d'Alfred Stead, publié en 1909, montre que le même nombre de Serbes et Albanais vivaient dans le territoire.
Un érudit allemand Gustav Weigand a donné les données statistiques suivantes sur la population du Kosovo, basées sur la situation d'avant-guerre au Kosovo en 1912 :
- District de Pristina : 67 % d'Albanais, Serbes 30 %
- Prizren District : 63 % d'Albanais, Serbes 36 %
- Vučitrn District : 90 % d'Albanais, Serbes 10 %
- Uroševac District : 70 % d'Albanais, Serbes 30 %
- Gnjilane District : 75 % d'Albanais, Serbes 23 %
- District de Mitrovica : 60 % de Serbes, 40 % d'Albanais

Metohija avec la ville de Djakovica est en outre défini comme presque exclusivement albanais par Weigand. Citant des sources serbes, Noel Malcolm stipule également que lorsque le Kosovo en 1912 est passé sous contrôle serbe, "la population serbe orthodoxe était à moins de 25"
Guerres des Balkans, Première et Deuxième Guerre mondiale
En 1921 au royaume des Serbes, Croates et Slovènes, le recensement de la population pour les territoires qui constituent des temps modernes Kosovo énumérait 439 010 habitants, répartis comme suit :
Par religion :
- Musulmans : 329 502 (75 %)
- Orthodoxe serbe : 93 203 (21 %)
- Catholiques romains : 15 785 (4 %)
- Juifs : 427
- Les gréco-catholiques : 26

Selon la langue maternelle :
- Albanais : 288 907 (65,8 %)
- Serbo-Croate : 114 095 (26,0 %)
- Turc : 27 915 (6,4 %)
- Roumain-Cincarian : 402
- Slovène: 184
- Allemand: 30
- Hongrois: 12

Selon le recensement de la population de 1931 du royaume de Yougoslavie, on comptait 552 064 habitants au Kosovo, répartis comme suit : 
Par religion :
- Musulmans : 379 981 (68,83 %)
- Orthodoxes : 150 745 (27,31 %)
- Catholiques : 20 568 (3,73 %)
- Évangéliques : 114 (0,02 %)
- Autres : 656 (0,12 %)

Selon la langue maternelle :
- Albanais : 331 549 (60,06 %)
- Serbes, Croates, Slovènes et les Macédoniens (Yougoslave) : 180 170 (32,64 %)
- Hongrois : 426 (0,08 %)
- Allemands : 241 (0,04 %)
- Autres Slaves : 771 (0,14 %)
- Autres : 38 907 (7,05 %)

Des programmes de colonisation ont été mis en œuvre dans les périodes entre 1922 et 1929, 1933 et 1938, conduisant à la liquidation des quelque 10 000 familles serbes, principalement dans le nord du Kosovo, Kosovo Polje et le long de la rivière Lab, principalement en provenance du Monténégro et des régions pauvres de Serbie centrale. Le processus a été le résultat de la réforme agraire menée par les autorités yougoslaves. "Les incitations fiscales et de propriété pour les Serbes de se déplacer vers le Kosovo a produit un changement démographique mesurable dans les villes du Kosovo en 1929, mais l'équilibre global ethnique de la province est resté à peu près 60 % d'Albanais, 35 % de Serbes",.
La population de souche albanaise et turque, à l'époque, au Kosovo et Metohija ont été réticents à concilier avec la vie dans un État européen organisé, au lieu de l'état de la classe absolument privilégiée dont ils avaient joui sous la domination turque. Ils avaient finalement acquis seulement les droits civils, comparables avec ce qui avait été précédemment accordé par les ottomans aux masses infidèles refusant de se convertir à l'islam (dont les orthodoxes) pendant l'occupation musulmane, créant le mécontentement des populations d'origine albanaise devenues musulmanes sous l'occupation ottomane, dont l'émigration avait accéléré vers la Turquie où les musulmans se sentaient à la maison.
Dans les années 1930, des milliers de familles de souche albanaise et turque ont été déportés contre leur gré vers la République de Turquie, et en 1938, après des négociations longues, les gouvernements yougoslave et turc ont élaboré une convention sur l'émigration de quelque 200 000 musulmans (Albanais de souche et Turcs) en provenance du Kosovo-Metohija et de la Macédoine à la Turquie. À cause de l'abandon du gouvernement turc de l'accord, et d'un manque de fonds pour l'expédition des émigrants, la Convention n'a jamais été appliquée. Les autorités yougoslaves ont procédé à un recensement sur la région du Kosovo en 1939. Le recensement a été remis et pas mal fini. Il a enregistré quelque 125 000 Albanais, alors que le nombre des non-slave de la population entière (Albanais, Turcs, Roms, etc) a été 422 828 soit 65,6 %. Le pourcentage de la population slave indigène et les colons était de 25,2 % et 9,2 % respectivement.».